# Giuseppe Vitucci
Giuseppe „Pino” Vitucci (ur. 4 października 1950 w Bari, zm. 26 stycznia 2018 tamże) – włoski zapaśnik walczący w stylu klasycznym. Olimpijczyk z Montrealu 1976, gdzie odpadł w eliminacjach w kategorii do 82 kg.
Dziewiąty na mistrzostwach Europy w 1980 roku.